# Madaghatta, Belur
Madaghatta là một làng thuộc tehsil Belur, huyện Hassan, bang Karnataka, Ấn Độ.